# Marigold IceUnity
Marigold IceUnity est une équipe de patinage synchronisé de niveau senior représentant Helsinki, en Finlande. C'est une des équipes du club de patinage artistique Helsingin Luistelijat. Elles sont quintuples championnes du monde et ont été classées deuxièmes mondiales en 2015 par l'Union internationale de patinage.
L'équipe est entraînée par Maikki Merilehto et Tiina Turunen après le départ de la coach historique de l'équipe Anu Oksanen en 2024. Leur club Helsingin Luistelijat entraîne également les Musketeers au niveau junior ISU, les Starlights au niveau novice, les Sunlights au niveau juvénile, les Sunflowers au niveau pré-juvénile, les Moonlights et les Moonshadows au niveau junior N2, les Silverlights au niveau novice basique, les All Stars au niveau senior N2, les Icemen United (équipe masculine) et les Creme De Ments au niveau adulte.

## Programmes
| Année           | 2008-09                                      | 2009-10             | 2010-11                                                     | 2011-12                                                                                       | 2012-13                                                          |
| --------------- | -------------------------------------------- | ------------------- | ----------------------------------------------------------- | --------------------------------------------------------------------------------------------- | ---------------------------------------------------------------- |
| Programme Court | "Radio Classic With A Twist"                 | Jungle Swing        | Be Italian                                                  | Entendez-vous la forêt parler...                                                              | "Dreamgirls"                                                     |
| Programme Libre | La boîte de Pandore aux saveurs finlandaises | Les Misérables      | La reine Pirate                                             | Une étoile filante dans un pays magique                                                       | Chess, The Game of Love                                          |
| Année           | 2013-14                                      | 2014-15             | 2015-16                                                     | 2016-17                                                                                       | 2017-18                                                          |
| Programme Court | Vogue africain                               | Bui-Doi             | Rocky Horror Picture Show                                   | El Matador Musique: inspiré de España cañí, avec une intro sur "The Krewmen's "El Toreador" " | "Under the Northern Star" Musique: "Täällä Pohjantähden alla"    |
| Programme Libre | Esprits                                      | Images de Guerre    | Yin & Yang                                                  | Suomi 100 (Finland 100th Anniversary) Musique: "Finlandia" de Jean Sibelius                   | Splash Musique: based on music from Sea World water themed shows |
| Année           | 2018-19                                      | 2019-20             | 2020-21                                                     | 2021-22                                                                                       | 2022-23                                                          |
| Programme Court | #WhyNot Musique: "Chariots of Fire"          | Escape Room         | Nordic Spirit Musique: Daniel's Joik, Stars of the Far Nort | Nordic Spirit Musique: Daniel's Joik, Stars of the Far Nort                                   | "Who's there ?"                                                  |
| Programme Libre | Transformers                                 | Homage à Notre-Dame | Tempête                                                     | "From Darkness to Light"                                                                      | Les 4 éléments                                                   |
| Année           | 2023-24                                      | 2024-2025           |                                                             |                                                                                               |                                                                  |
| Programme Court | Certains l'aiment chaud                      | Song to my star     |                                                             |                                                                                               |                                                                  |
| Programme Libre | Ils sont là - Les aliens !                   | Sandstorm           |                                                             |                                                                                               |                                                                  |

## Résultats Compétitifs

### Résultats compétitifs (2020 - présent)
| International                      | International      | International | International | International | International | International | International | International | International | International |
| Compétiton                         | 20-21              | 21-22         | 22-23         | 23-24         | 24-25         | 25-26         | 26-27         | 27-28         | 28-29         | 29-30         |
| ---------------------------------- | ------------------ | ------------- | ------------- | ------------- | ------------- | ------------- | ------------- | ------------- | ------------- | ------------- |
| Championnats du monde              | (n'a pas concouru) | 2e            |               |               |               |               |               |               |               |               |
| French Cup                         | (n'a pas concouru) |               |               |               | 1re CS        |               |               |               |               |               |
| Hevelius Cup                       | (n'a pas concouru) |               | 1re           | 2e CS         |               |               |               |               |               |               |
| Lumière Cup                        | (n'a pas concouru) |               |               | 1re CS        |               |               |               |               |               |               |
| Leon Lurje Trophy                  | (n'a pas concouru) |               | 2e CS         |               |               |               |               |               |               |               |
| Mozart Cup                         | (n'a pas concouru) |               |               | 1re           |               |               |               |               |               |               |
| Neuchatel Trophy                   | (n'a pas concouru) | 2e            | 2e CS         |               |               |               |               |               |               |               |
| Finlandia Trophy                   | (n'a pas concouru) | 4e            | 2e            |               |               |               |               |               |               |               |
| Dresden Cup                        | (n'a pas concouru) |               |               |               | 1re CS        |               |               |               |               |               |
| National                           |                    |               |               |               |               |               |               |               |               |               |
| Championnats Finlandais            | (Annulé)           | 2e            | 3e            | 2e            |               |               |               |               |               |               |
| CS - Compétition challenger series |                    |               |               |               |               |               |               |               |               |               |

### Résultats compétitifs (2010 - 2020)
| International,                     | International, | International, | International, | International, | International, | International, | International, | International, | International, | International,     |
| Compétiton                         | 10-11          | 11-12          | 12-13          | 13-14          | 14-15          | 15-16          | 16-17          | 17-18          | 18-19          | 19-20              |
| ---------------------------------- | -------------- | -------------- | -------------- | -------------- | -------------- | -------------- | -------------- | -------------- | -------------- | ------------------ |
| Championnats du monde              | 2e             | 6e             | 4e             | 1er            | 2e             |                | 2e             | 1er            | 2e             | (èvenement annulé) |
| French Cup                         |                | 2e             | 4e             | 3e             | 1er            |                |                | 4e             | 2e             | 2e CS              |
| Lumière Cup                        |                |                |                |                |                |                |                |                |                | 1er                |
| Leon Lurje Trophy                  |                |                | 1er            |                |                |                |                |                |                |                    |
| Cup of Berlin                      |                |                |                |                | 1er            |                | 1er            |                |                |                    |
| Mozart Cup                         | 1er            | 1er            |                | 1er            |                | 1er            | 1er            |                | 1er            |                    |
| Spring Cup                         |                |                |                |                |                |                |                |                |                | 2e CS              |
| Shanghai Trophy                    |                |                |                |                |                |                | 5ème           | 2e             |                |                    |
| Finlandia Trophy                   |                |                | 4e             | 3e             | 1er            | 3e             | 2e             | 3e             | 1er            | 4e                 |
| Winter Universiade                 | 2e             |                |                |                |                |                |                |                | 2e             |                    |
| National                           |                |                |                |                |                |                |                |                |                |                    |
| Championnats Finlandais            | 2e             | 2e             | 2e             | 1er            | 1er            | 2e             | 1er            | 1er            | 2e             | 3e                 |
| CS - Compétition challenger series |                |                |                |                |                |                |                |                |                |                    |

### Résultats compétitifs (1999 - 2010)
| International                                                 | International | International | International | International | International | International | International | International | International | International | International |
| Compétiton                                                    | 1999-00       | 2000-01       | 01-02         | 02-03         | 03-04         | 04-05         | 05-06         | 06-07         | 07-08         | 08-09         | 09-10         |
| ------------------------------------------------------------- | ------------- | ------------- | ------------- | ------------- | ------------- | ------------- | ------------- | ------------- | ------------- | ------------- | ------------- |
| Championnats du monde                                         | 3e            | 4e            | 1er           | 2e            | 1er           | 3e            | 1er           | 8e            | 4e            | 6e            | 2e            |
| Source                                                        | [ 13 ]        | [ 13 ]        | [ 13 ]        | [ 13 ]        | ,             | ,             | ,             | ,             | ,             | ,             |               |
| Cup of Berlin                                                 |               |               |               |               |               |               |               |               | 3e            |               | 2e            |
| Source                                                        |               |               |               |               |               |               |               |               |               |               |               |
| Finlandia Cup                                                 | 3e            |               | 1er           |               | 1er           |               |               |               | 2e            |               | 1er           |
| Source                                                        | [ 22 ]        |               | [ 23 ]        |               | [ 24 ]        |               |               |               | [ 25 ]        |               |               |
| French Cup                                                    |               |               |               |               |               | 1er           | 2e            | 4e            | 1er           |               | 1er           |
| Source                                                        |               |               |               |               |               | [ 13 ]        |               |               |               |               |               |
| North American International Synchronized Skating Competition |               |               |               | 1er           |               |               |               |               |               |               |               |
| Source                                                        |               |               |               |               |               |               |               |               |               |               |               |
| Prague Cup                                                    |               |               |               |               |               | 1er           |               |               |               | 1er           |               |
| Source                                                        |               |               |               |               |               | [ 26 ]        |               |               |               | [ 27 ]        |               |
| Spring Cup                                                    | 2e            |               |               |               |               |               |               | 3e            |               |               |               |
| Source                                                        | [ 28 ]        |               |               |               |               |               |               | [ 28 ]        |               |               |               |
| National                                                      |               |               |               |               |               |               |               |               |               |               |               |
| Championnats Finlandais                                       | 1er           | 2e            | 1er           | 1er           | 1er           | 1er           | 1er           | 1er           | 2e            | 1er           | 2e            |
| Championnats Finlandais                                       | [ 29 ]        |               | [ 29 ]        |               |               |               | [ 30 ]        | [ 31 ]        | [ 32 ]        | [ 33 ]        | [ 34 ]        |